# Provincia di Mayabeque
La provincia di Mayabeque è una provincia di Cuba.
La creazione è stata approvata dall'Assemblea Nazionale Cubana il 1º agosto 2010, dividendo l'ex provincia dell'Avana in due, le nuove province di Mayabeque e di Artemisa.
Il suo nome deriva dal Fiume Mayabeque e dalla spiaggia con il medesimo nome localizzata lungo la costa sud.
Mayabeque possiede una cospicua cultura indigena e aborigena, le cui testimonianze storiche sono riscontrabili specialmente presso il paese di Jaruco, il più antico insediamento di queste popolazioni. Altrettanto considerevole è il suo patrimonio coloniale, i cui resti sono visibili presso Surgidero de Batabanò, il primo insediamento dei colonizzatori spagnoli prima dell’Avana.

## Luoghi di interesse
- Playa Jibacoa: centro turistico situato sulla costa nord caratterizzato da spiagge di sabbia bianca.
- Ponte di Bacunayagua: si tratta del ponte più lungo e alto di tutta l’isola e collega Mayabeque con la provincia di Matanzas.
- Parque Escaleras de Jaruco: una zona naturale protetta in cui è possibile osservare diverse specie tipiche dell’area come la farfalla bianca (Flor Nacional de Cuba)
- Central Camilo Cienfuegos: antica fabbrica di zucchero che in passato ha rappresentato il centro di produzione più importante dell’isola. Lo zucchero veniva trasportato dal Tren Hershey, l’unico treno elettrico ancora in funzione a Cuba.[4]

## Comuni
| Comune                | Popolazione (2011) | Superficie (km²) | Localizzazione          | Note      |
| --------------------- | ------------------ | ---------------- | ----------------------- | --------- |
| Batabanó              | 27.273             | 263              | 22.698611°N 82.293889°W |           |
| Bejucal               | 27.088             | 116              | 22.932778°N 82.386944°W |           |
| Güines                | 66.892             | 433              | 22.8475°N 82.023611°W   |           |
| Jaruco                | 24.876             | 275              | 23.042778°N 82.009444°W |           |
| Madruga               | 29.524             | 459              | 22.916389°N 81.857222°W |           |
| Melena del Sur        | 20.815             | 233              | 22.781389°N 82.148611°W |           |
| Nueva Paz             | 25.521             | 552              | 22.763333°N 81.758056°W |           |
| Quivicán              | 29.486             | 227              | 22.824722°N 82.355833°W |           |
| San José de las Lajas | 73.623             | 592              | 22.967778°N 82.155833°W | Capoluogo |
| San Nicolás de Bari   | 20.644             | 228              | 22.781944°N 81.906944°W |           |
| Santa Cruz del Norte  | 34.532             | 379              | 23.155556°N 81.926667°W |           |